# Marginal＃4
Marginal#4 (sprich engl. Marginal Number Four) ist ein Musikprojekt des Unternehmens Rejet, das sich zu einem Franchise bestehend aus einer Visual Novel, Hörspiel und Anime-Fernsehserie entwickelte. Es handelt von vier Oberschülern, die ein Idol-Quartett gründen. Zuletzt entstand 2017 die Comedy-Animeserie namens Marginal#4: Kiss kara Tsukuru Big Bang beim Animationsstudio J.C.Staff. 

## Inhalt
Die von der Produktionsfirma Pythagoras Production neu geschaffene Idol-Gruppe Marginal#4 absolviert erfolgreich ihren ersten Auftritt und erwartet weitere Engagements und bald auch eine neue Platte. Das Quartett aus den Zwillingen L Nomura und R Nomura, dem Heißsporn Atom Kirihara und dem ruhigen und klugen Rui Aiba verkauft sich gut und ist bei den Frauen beliebt. Rui war als einziger bereits vorher in einer Idol-Gruppe, an die er jedoch nicht erinnert werden will. Die anderen gehen gemeinsam auf eine Oberschule, zu der nun auch Rui wechselt. So können sie noch mehr Zeit gemeinsam im schnell gegründeten eigenen Schulklub verbringen – müssen durch ihre Berühmtheit nun aber auch mit der Aufmerksamkeit der anderen Schüler klarkommen. 
Die Vier haben zunächst einige Probleme, den Schulalltag und ihre neuen Verpflichtungen als Idols hinzubekommen und einige der Engagements laufen nicht, wie sie sich das erwartet haben. Marginal#4 erhält Unterstützung vom Duo Lagrange Point, das bereits länger bei Pythagoras unter Vertrag ist. Und bald stoßen zu den beiden Gruppen noch Unicorn Jr., eine noch jüngere Idol-Gruppe.

## Veröffentlichung
Das Franchise wurde von Rejet entwickelt, das auf Inhalte für eine weibliche Zielgruppe spezialisiert ist, darunter die langjährige Reihe Diabolik Lovers.

### Marginal#4
Ursprünglich startete die Reihe 2013 als Musikprojekt einer fiktiven Band inklusive fiktiver Plattenfirma Pythagoras Production um die Synchronsprecher und Sänger:
- Toshiki Masuda als Atom Kirihara (桐原 アトム Kirihara Atomu),
- Naozumi Takahashi als Rui Aiba (藍羽 ルイ Aiba Rui),
- Kenn als L Nomura (野村 エル Nomura Eru) und
- Yūto Suzuki als R Nomura (野村 アール Nomura Āru).

Diese veröffentlichten mehrere Singles und Alben:
- Singles:
  1. 100-mankai no Ai Revolution (100万回の愛絶頂), 13. Februar 2013
  2. Love Savior (LOVE★SAVIOR), 14. August 2013
  3. Masquerade (MASQUERADE), 27. November 2013
  4. Chu Chu Luv Scandal (CHU CHU LUV ♥ SCANDAL), 16. Juli 2014
  5. Red Hot Saga (熱愛SAGA), 10. September 2014
  6. Bingo!!!!, 17. Dezember 2014
  7. UFO, 15. Juli 2015
  8. Yo-Ho!!, 11. November 2015
  9. for Aile (Ⅳ AILE), 9. März 2016
- Best-of-Alben:
  1. Marginal #4 The Best “Star Cluster” (MARGINAL#4 THE BEST「STAR CLUSTER」)
  2. Marginal #4 The Best “Star Cluster 2” (MARGINAL#4 THE BEST「STAR CLUSTER2」)
  3. Marginal #4 The Best “Star Cluster 3” (MARGINAL#4 THE BEST「STAR CLUSTER3」)

Eine weitere Single namens Choooose One ist für den 7. Juni 2017 angekündigt.

### Lagrange Point
2014 folgte ein weiteres Duo namens Lagrange Point mit:
- Toshiyuki Toyonaga als Shy Makishima (牧島 シャイ Makishima Shai) und
- Genki Ōkawa als Kira Himuro (緋室 キラ Himuro Kira).

Diese veröffentlichten folgende Singles und Alben:
- Singles:
  1. Catastrophe (Catastrophe カタストロフィ Katasutorofi), 13. August 2014
  2. Black Swan (BLACK SWAN), 15. Oktober 2014
  3. Ai, Dokusai – Samurai (愛、独裁-SAMURAI-), 14. Januar 2015
  4. Beautiful Phantom, 10. Juni 2015
  5. Ai to Iu Kotoba o Nikumu Hibi ga Towa ni Tsuzuite mo Ore o Yurushite Kure (愛という言葉を憎む日々が永久に続いてもオレを赦してくれ), 14. Oktober 2015
  6. Prisoner (PRISONER), 10. Februar 2016
- Best-of-Alben:
  1. Lagrange Point The Best “Lagjuliet” (LAGRANGE POINT THE BEST 「Lagjuliet」), 8. April 2015
  2. Lagrange Point The Best “Lagjuliet II” (LAGRANGE POINT THE BEST 「Lagjuliet Ⅱ」), 25. Mai 2016

### Unicorn Jr.
2015 kam das Trio Unicorn Jr. hinzu, das aus folgenden Personen besteht:
- Shōta Aoi als Tsubasa Shindō (新堂 ツバサ Shindō Tsubasa),
- Chiharu Sawashiro als Alto Takimaru (滝丸 アルト Takimaru Aruto) und
- Toshiyuki Someya als Teruma Nakama (仲真 テルマ Nakama Teruma).

Folgende Werke erschienen unter diesem Bandnamen:
- Singles:
  1. Pandora Box (PANDORA BOX), 13. Mai 2015
  2. After Burner, 9. September 2015
  3. F.A, 16. März 2016
- Best-of-Alben:
  1. Unicorn Jr. The Best Unimate (UNICORN Jr. THE BEST UNIMATE), 27. April 2016

## Computerspiele
Idea Factory veröffentlichte ein von Rejet & Otomate entwickeltes ein Spiel für die PlayStation Vita namens Marginal#4: Idol of Supernova mit den Figuren von Marginal#4 und Lagrange Point. Dieses erschien am 13. November 2014. In diesem Spiel übernimmt man die Rolle von Yue Kataoka die frisch von der Universität kommt und eine Anstellung bei Pythagoras Production gefunden hat. Man hat die Wahl entweder die neue Gruppe Marginal#4 zu managen und zur Bekanntheit zu verhelfen, oder die bereits bekannte Gruppe Lagrange Point. Die Musik stammt von Yūki Sugiura und as Character Design von Sō Kirishima.
Die Fortsetzung Marginal #4: Road To Galaxy erschien am 25. Mai 2017 ebenfalls für die Vita und vom selben Produktionsstab. Die Handlung spielt zwei Jahre später und die Protagonistin wird nach ihrem Erfolg mit Marginal#4 und Lagrange Point mit dem Management eines Musikfests der Agentur beider beide Bands, sowie die aufstrebende neue Band Unicorn Jr. auftreten sollen, wofür ihr sechs Monate Zeit gegeben werden.

## Anime-Fernsehserie
Die Fernsehserie entstand bei Studio J.C.Staff unter der Regie von Kentarō Suzuki und nach einem Konzept von Masahiro Yokotani. Das Charakterdesign entwarf Yōko Itō. Erstmals ausgestrahlt wurden die 12 je 23 Minuten langen Folgen vom 12. Januar bis 30. März 2017 auf Tokyo MX, sowie bis zu anderthalb Stunden später auch auf AT-X, Sun TV, BS 11 und KBS Kyōto. Die Plattform Crunchyroll veröffentlichte die Serie als Marginal#4: The Animation parallel mit Untertiteln in mehreren Sprachen, darunter Deutsch, per Streaming.

### Musik
Die Serienmusik stammt von Asuka Sakai. Die Liedtexte der Vor- und Abspänne schrieb Daisuke Iwasaki und wurden von Mikoto komponiert. Der Vorspann wurde unterlegt mit dem Lied WeMe!!!!, gesungen von den Synchronsprechern der vier Protagonisten. Die Abspannlieder der Folgen 2 bis 11 sind:
- Shinobu – Just A Heaven (忍-Just A 絶頂-) von Marginal#4
- Melty♥Love♥Cooking von Marginal#4
- Revolution XX (絶頂XX) von Lagrange Point
- Mr. StarrySky von Marginal#4
- Real? von Unicorn Jr.
- Ko-Ko-Ro-Hi-To-Tsu (コ・コ・ロ・ヒ・ト・ツ) von Marginal#4
- Hot★Scramble von Marginal#4
- Colorful (カラフル Karafuru) von Marginal#4
- Tamashii no Nonstop Lover (魂のノンストップラヴァー Tamashii no Nonsutoppu Ravā) von Marginal#4
- Kizuna (絆-Kizuna-) von Marginal#4

In der ersten und letzten Folge kam kein Abspanntitel zum Einsatz, jedoch je während der Folgen:
- 100-mankai no Ai Revolution von Marginal#4
- Kiss kara Tsukuru Big Bang (Kissから創造るBig Bang) von Pythagoras ★ All-Star

## Hörspiel
Zwischen 2013 und 2016 entstanden fünf Hörspiele auf CD.